# Luçay-le-Mâle

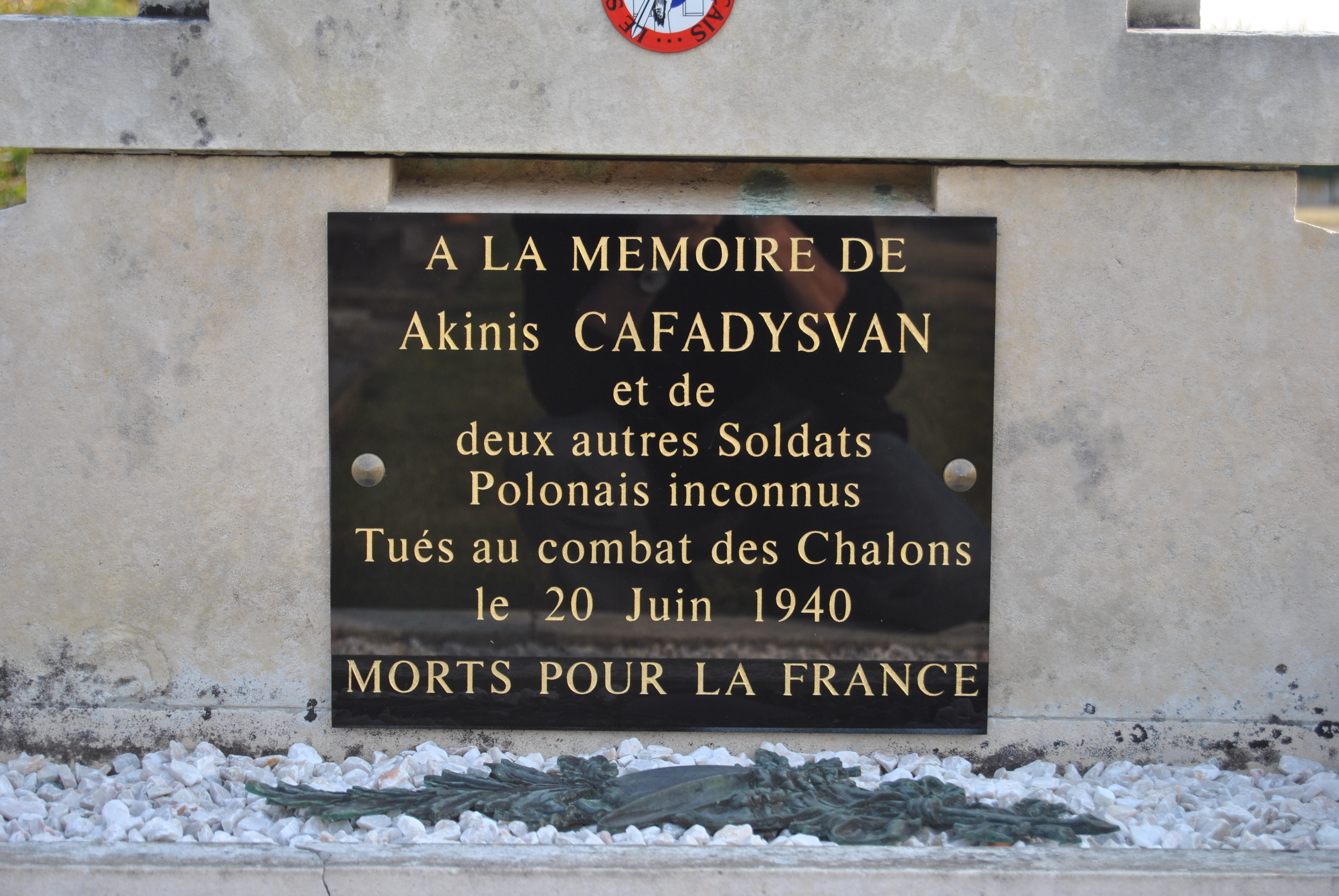
Tablica nagrobna na cmentarzu

Luçay-le-Mâle – miejscowość i gmina we Francji, w Regionie Centralnym, w departamencie Indre.
Według danych na rok 1990 gminę zamieszkiwało 2160 osób, a gęstość zaludnienia wynosiła 32 osoby/km² (wśród 1842 gmin Regionu Centralnego Luçay-le-Mâle plasuje się na 173. miejscu pod względem liczby ludności, natomiast pod względem powierzchni na miejscu 26.).
W miejscowości znajduje się obelisk, nieupamiętniający trzech polskich żołnierzy, którzy zginęli tu w czerwcu 1940 r. Na cmentarzu znajduje się mogiła tych żołnierzy.